# Strong City (Kansas)
Strong City is een plaats (city) in de Amerikaanse staat Kansas, en valt bestuurlijk gezien onder Chase County.

## Demografie
Bij de volkstelling in 2000 werd het aantal inwoners vastgesteld op 584.
In 2006 is het aantal inwoners door het United States Census Bureau geschat op 580, een daling van 4 (-0,7%).

## Geografie
Volgens het United States Census Bureau beslaat de plaats een oppervlakte van
1,4 km², geheel bestaande uit land. Strong City ligt op ongeveer 365 m boven zeeniveau.

## Plaatsen in de nabije omgeving
De onderstaande figuur toont nabijgelegen plaatsen in een straal van 28 km rond Strong City.